# Maechidius emarginatus
Maechidius emarginatus är en skalbaggsart som beskrevs av Waterhouse 1875. Maechidius emarginatus ingår i släktet Maechidius och familjen Melolonthidae. Inga underarter finns listade i Catalogue of Life.